# Bamberg, Staatsbibliothek, Msc.Jur.2
Die Handschrift Bamberg, Staatsbibliothek, Msc.Jur.2 ist eine wohl um 1100 entstandene Abschrift der Institutiones Iustiniani. Der Kodex gelangte nach 1191 von Italien nach Bamberg und war bis zur Säkularisation Teil der dortigen Dombibliothek; er wird heute als Teil der Kaiser-Heinrich-Bibliothek in der Staatsbibliothek Bamberg aufbewahrt.

## Beschreibung

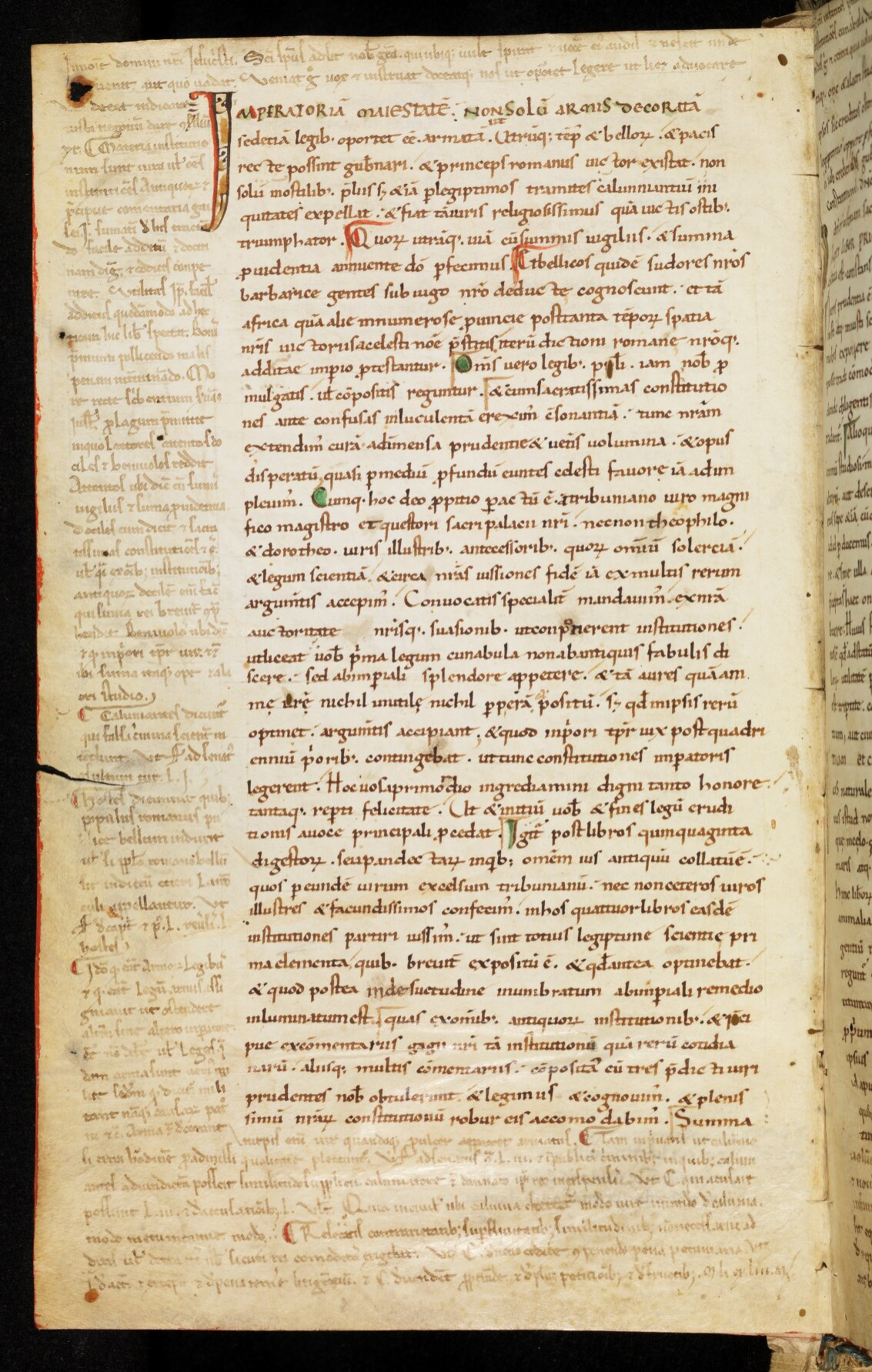
Bamberg, Staatsbibliothek, Msc.Jur.2, fol. 1v: Beginn der Institutionen mit Glossen.

Der Kodex misst 26 auf 16 cm und umfasst 75 Blatt Pergament, die mit je 40 langen Zeilen beschrieben sind. Die Handschrift ist abgesehen von der Rubrizierung von Überschriften und einfachen Initialen sowie kleinen, farbigen Verweiszeichen schmucklos.
Der Einband stammt von 1611.

## Inhalt
Der Kodex enthält (fol. 1r–73v) die Institutiones, deren Text anfangs (bis fol. 7v) durch Marginalglossen erläutert wird. Außerdem finden sich ein Auszug aus dem Codex Iustinianus (C. 9,13), eine Übersicht über die Titel 39–51 der Digesten (also das Digestum novum) sowie ganz am Ende (fol. 75v) eine Reihe Nachträge, darunter ein Urteil eines Mailänder Richters vom 9. Oktober 1191.

## Datierung und Überlieferung
Die Handschrift wird seit langem in das späte 11. oder frühe 12. Jahrhundert datiert. Ende des 12. Jahrhunderts befand sie sich noch in Italien. Wann sie nach Bamberg kam, ist unbekannt.